# Warren Tchimbembé
Warren Tchimbembé, né le 21 avril 1998 à Gonesse, est un footballeur international congolais qui évolue au poste de milieu de terrain.

## Biographie
Né à Gonesse dans le Val-d'Oise et plus précisément dans le quartier de La Fauconnière au nord de Gonesse, Warren Tchimbembé commence le football dans le club de sa ville natale au sein du RC Gonesse avec comme coach Steve dit « La Boule », passant ensuite un an au FC Puiseux Louvres 95 un club rival, puis trois à l'AAS Sarcelles, avant de rejoindre l'ESTAC en 2015.

### Carrière en club
Issu de l'académie de Troyes, Tchimbembé signe le 22 mai 2018 son premier contrat professionnel d'une durée de trois ans. Le 3 août suivant, il fait ses débuts en équipe première, lors du match de Ligue 2 perdu 1-2 contre Brest.
Le 24 février 2020, il se met en évidence en étant l'auteur d'un doublé en Ligue 2, lors de la réception de l'AJ Auxerre, permettant à son équipe de l'emporter trois buts à un.
Le 24 juillet 2020, il est transféré au FC Metz, avec un contrat le liant au club lorrain jusqu'en 2024, pour un montant estimé à 1 million d'euros, alors qu'il ne lui restait qu'un an de contrat avec l'ESTAC.
À l'hiver 2022, il rejoint la deuxième division espagnole et le club de Mirandés. Il y est prêté sans option d'achat jusqu'à la fin de la saison.
Il est prêté lors de la saison 2022-2023 à l'EA Guingamp en Ligue 2 avec option d'achat.
À la fin de la saison 2023-2024, en fin de contrat, il quitte le FC Metz.

### Carrière en sélection
Vierge de toute sélection en France, Tchimbembé est sélectionnable avec l'équipe du Congo du fait de ses origines, ayant vraisemblablement été contacté par la fédération congolaise, sans que cela ne donne suite à une sélection, dans un premier temps.

## Style de jeu
Joueur polyvalent capable de jouer autant comme attaquant qu'à tous les postes du milieu, il est notamment stabilisé au poste de milieu relayeur par Laurent Batlles lors de son passage à l'ESTAC Troyes.